# Diego Iori
Diego Iori (Cavalese, 20 maggio 1986) è un hockeista su ghiaccio italiano, di ruolo attaccante.

## Carriera

### Club
Soprannominato El Diablo, Iori crebbe nel Fassa, debuttando in Serie A nella stagione 2003-2004 con tre reti e quattro assist in 28 apparizioni. Dal 2010 al 2012 ricoprì il ruolo di capitano della formazione fassana, arrivando nella stagione 2011-2012 al record personale con 42 punti, frutto di 20 reti e 22 assist in 43 gare di stagione regolare.
Nell'estate del 2012 Iori lasciò il Fassa dopo nove stagioni, nelle quali fu autore di 172 punti in 333 presenze. Venne ingaggiato dall'Hockey Milano Rossoblu, formazione neopromossa in Serie A. Dopo una sola stagione Iori scelse di rescindere il proprio contratto con la squadra milanese. Con l'annuncio dell'iscrizione (inizialmente data infatti a rischio) del Fassa per la stagione 2013-14 fu ufficializzato il ritorno di Iori.
La stagione successiva si accasò all'Asiago Hockey, team che aveva già tentato di portare il giocatore in giallorosso l'annata precedente, con l'intenzione di schierarlo nel roster che avrebbe poi disputato la Continental Cup. Proprio al suo primo anno con gli stellati raggiungerà la sua prima finale scudetto, vincendola al settimo e decisivo incontro.
Dopo due anni trascorsi ad Asiago nell'estate del 2016 Iori si trasferì all'Hockey Club Gherdëina-Gardena. La sua esperienza con gli altoatesini durò una sola stagione: nel luglio del 2017 venne ufficializzato il suo passaggio al Cortina.
Anche a Cortina d'Ampezzo rimase solo una stagione, per fare ritorno poi al Fassa, che lo hanno confermato per le stagioni successive, in ultimo per la stagione 2024-2025. Quest'ultima stagione coi fassani durò tuttavia poche settimane: già a novembre fu ceduto in prestito all'Alleghe che lo ha poi confermato a titolo definitivo nella stagione successiva.

### Nazionale
Diego Iori militò sia nella rappresentativa Under-18 che in quella Under-20  nel corso di quattro edizioni dei mondiali di categoria. Nel corso della stagione 2008-09 esordì con la Nazionale maggiore vincendo nella primavera del 2009 il titolo di Prima Divisione, successo bissato nel 2011. Esordì nel Gruppo A nel mondiale del 2012.

## Palmarès

### Club
- Campionato italiano: 1

Asiago: 2014-2015
- Supercoppa italiana: 1

Asiago: 2015

### Nazionale
- Campionato mondiale di hockey su ghiaccio - Prima Divisione: 2

Polonia 2009, Ungheria 2011